# 始創中心

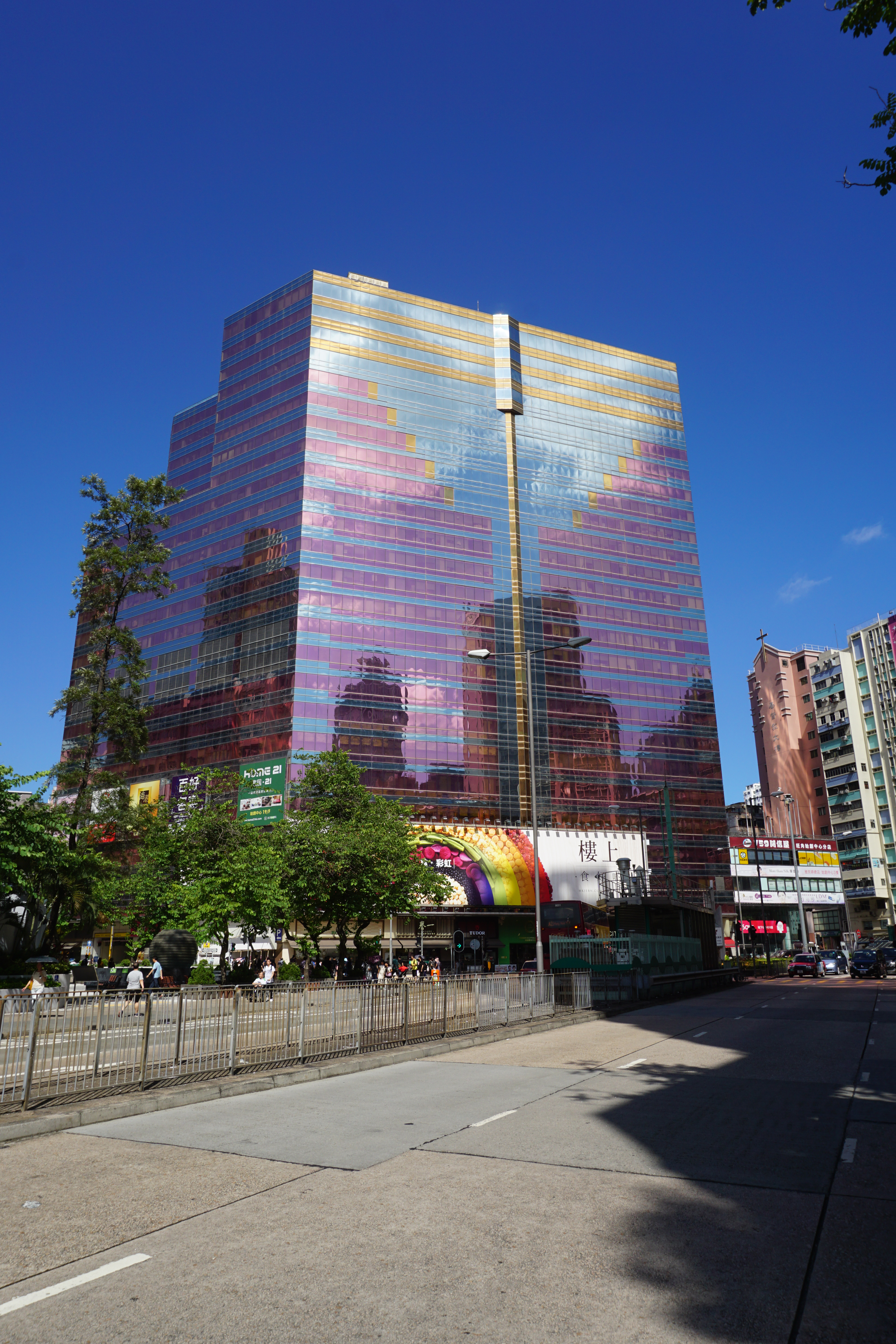
始創中心西北面（2018年）

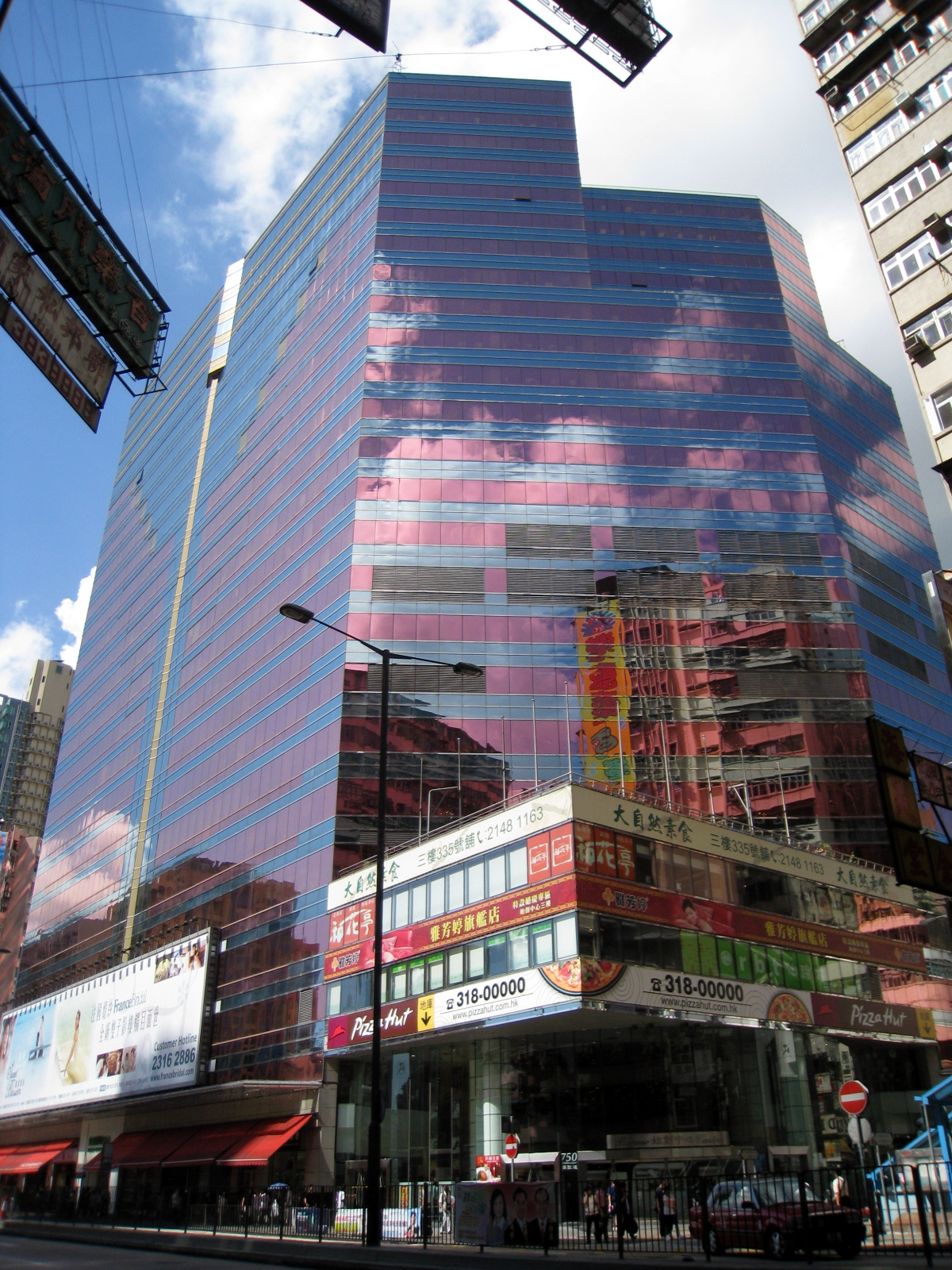
始創中心西南面（2008年）

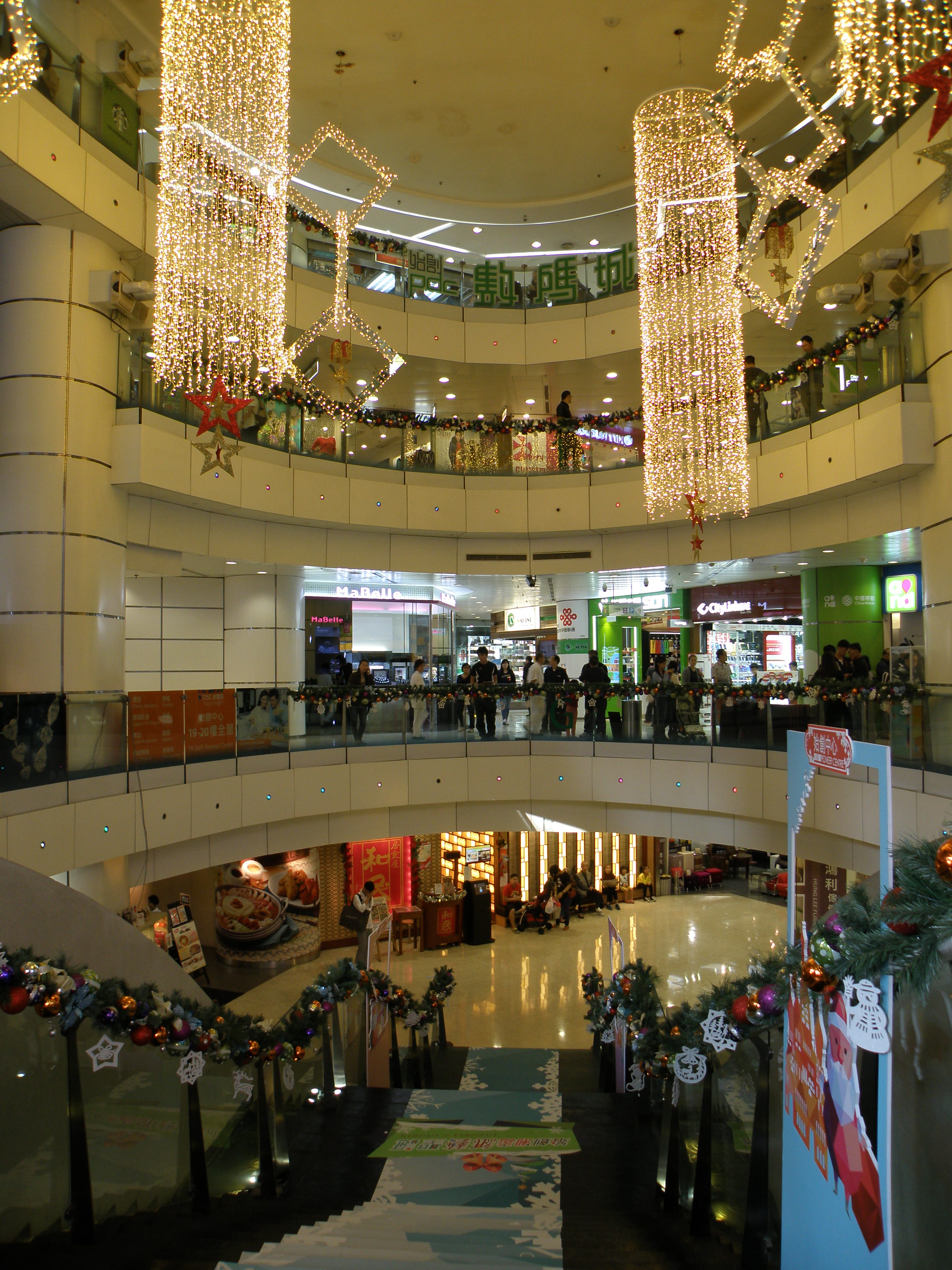
始創中心商場中庭（2014年）

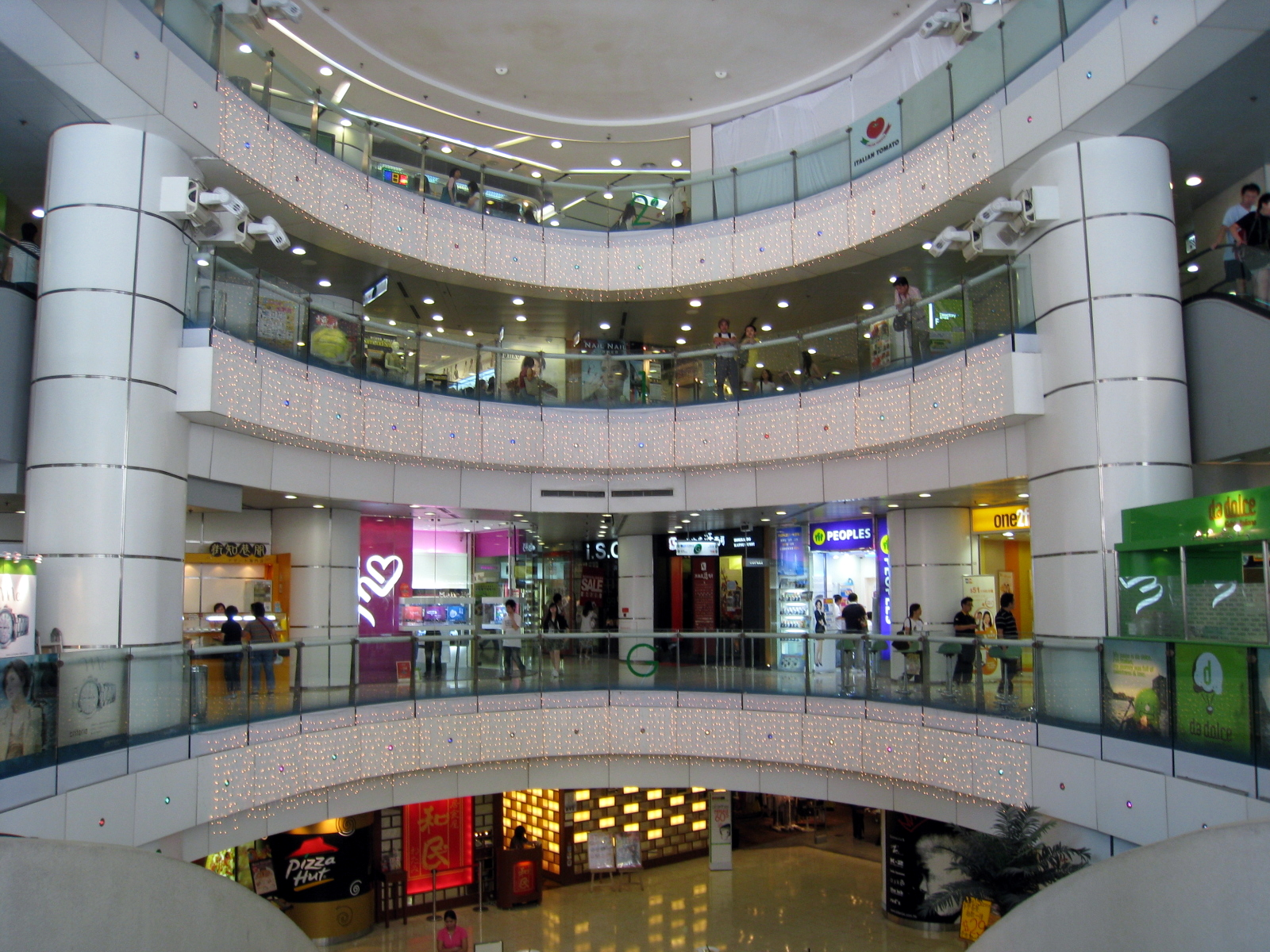
始創中心商場中庭（2008年）

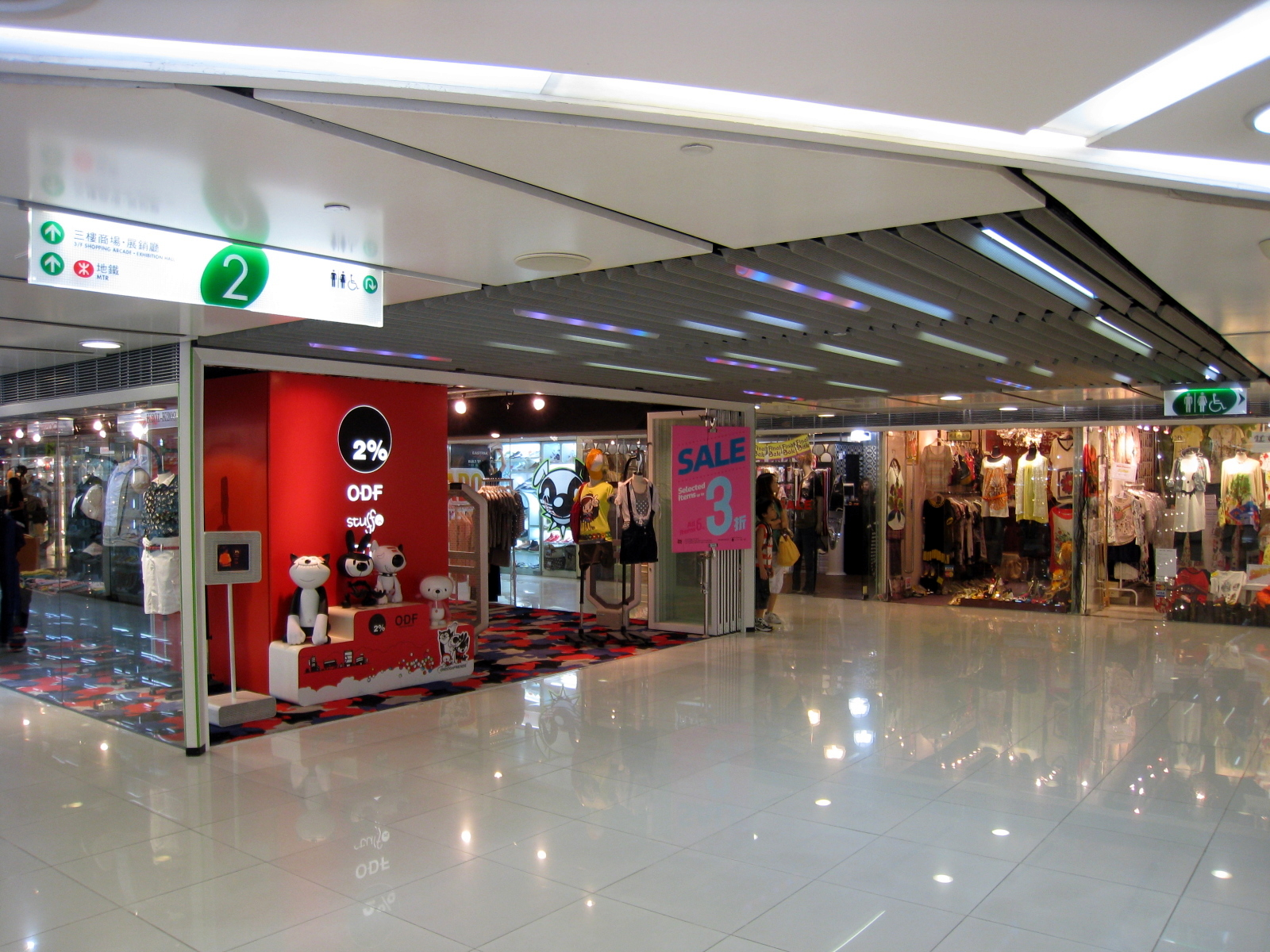
始創中心商場內部

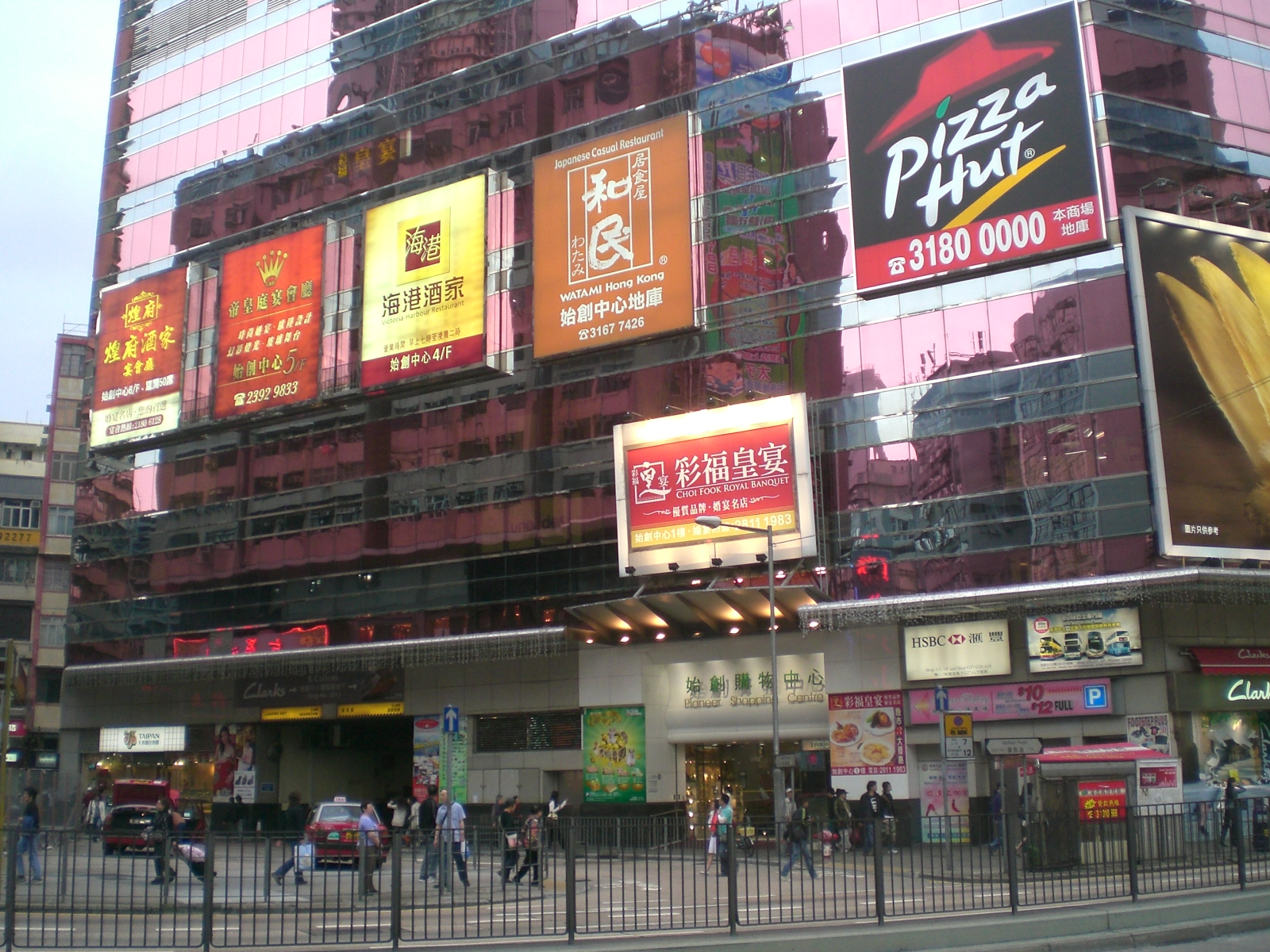
始創中心之基座商場外牆，水渠道出入口原本為兩間迷你戲院的出入口

始創中心（英語：Pioneer Centre）位於香港九龍旺角彌敦道750號，為一個寫字樓及商場綜合項目。其前身為第二代始創行（1960年建成）、第一代始創中心（1970年建成）、凱聲戲院及麗聲戲院，當中第一代始創中心前身第一代始創行為九龍巴士首代總辦事處，其圓拱形頂為建築特色，1990年代初期重建為樓高23層的商場及辦公室大廈，於1995年落成（30年前），由九龍建業有限公司發展，這是九龍建業旗艦發展項目。

## 基本資料

### 辦公室
始創中心辦公室大廈內設有發展商九龍建業有限公司的總部（23樓），在職家庭及學生資助事務處的在職家庭津貼辦事處（14-17樓）及政府產業署的邊境管制站事務部（21樓2113室）。香港屋宇署的總部曾於1996年至2019年初設立於該大廈（12至18樓及21至22樓，目前部分樓面改由房屋署土木工程組及工料測量組、衞生防護中心個案追蹤辦公室等部門租用），勞資審裁處的辦事處曾於1996年至2007年底設於該大廈內。香港城市大學專上學院亦於10樓1007-9室設立學生資源中心。
辦公室每層建築面積有22,000平方呎，租戶主要以專科診所、按揭公司、證券公司及僱傭中心為主。

### 商場
始創中心商場部份樓高六層。地庫為三間食肆及兩間零售店。地下至三樓分別提供多類型商店。包括時尚服飾、鐘錶配飾、化粧品店、精品店及家居用品店等。商場四樓至六樓為多間中式酒樓。
麗聲和凱聲戲院一度以迷你戲院身份重置於始創中心商場內，其出入口位於水渠道，初時麗聲和凱聲各自為1院，1997年改為凱聲戲院1院和2院，可是受亞洲金融風暴影響，1998年12月31日結業。
在2005年，始創中心二樓及三樓的宜家傢俬旺角分店結業後，始創中心耗資5,000萬元進行翻新及重整租務工作。變身後齊集超過200間潮流服飾、I.T.影音產品、食肆及精品店。
港鐵曾計劃在太子站興建一個車站出入口連接始創中心，原預計在2007年建成，但最終未能成事。

## 鄰近
- 弼街
- 荔枝角道
- 水渠道
- 聯合廣場
- 金都中心/金都商場
- 西洋菜南街
- 百匯軒
- 旺角維景酒店

## 抬走露宿長者事件
2013年6月，始創中心多名保安員，被指以武力抬走身體殘障的露宿長者，結果激起民憤，引來十多名青年抗議。事隔一個月，警方回覆報案市民稱，經調查後事件不涉及刑事成份，又指有關露宿者亦已交由社會福利署跟進。

## 外部連結
- PIONEER CENTRE 始創中心（页面存档备份，存于）
- 始創中心地圖
- 始創中心 九龍建業
- 始創中心商場換新貌（页面存档备份，存于）

22°19′21″N 114°10′08″E / 22.3226°N 114.1690°E